# Nova Gerty
Nova Gerty é um dos 15 bairros oficiais do município brasileiro de São Caetano do Sul, localizado no estado de São Paulo. Segundo o Instituto Brasileiro de Geografia e Estatística (IBGE), sua população no ano de 2000 era de 14 418 habitantes, sendo 6 752 homens e 7 666 mulheres. Possuía 4 359 domicílios e o rendimento médio mensal em cada um deles era de R$ 990,57.
Surgido a partir de 10 loteamentos que foram responsáveis pelas ocupações da região sul de São Caetano do Sul na primeira metade do século XX, o bairro ganhou o nome atual a partir de duas vilas antigas: Vila Nova e Vila Gerty. Conforme registra a Fundação Pró-Memória, os demais loteamentos que ocupavam parte da região eram as vilas: Ângelo Ferro, Aurora, Checchia, Gisela, Leormínia, Marlene, Palmeira e São Francisco.
Até hoje não há consenso em relação ao nome do bairro. É comum ver estabelecimentos e até órgãos públicos e veículos de comunicação se referirem ao bairro de três formas: Gerte. Confusão que passa pela legislação municipal. O decreto de 15 de fevereiro de 1968, que organizou São Caetano do Sul em bairros, definiu a região como "Nova Gerte". Somente em 25 de outubro de 2005, por meio de novo decreto, o bairro passou a -- oficialmente -- se chamar Nova Gerty.

## História
A formação do bairro se confunde com a vinda de famílias italianas, alemãs e nordestinas para São Caetano do Sul. De acordo com a Fundação Pró-Memória, "a família Leandrini pode ser considerada uma das pioneiras na fundação do bairro". A entidade menciona, ainda, que as famílias Cal, Canger, Ferro, Fiorotti, Gonzaga, Heinsfurter, Lorenzoni, Roveri, Schon e Scotá ajudaram com as primeiras ocupações de terras da região -- assim como imigrantes nordestinos.

## Esportes e lazer
A Nova Gerty também tem espaços voltados à prática de esportes e momento de lazer. Da parte mantida pelo poder público municipal, o bairro conta com duas opções. Uma é o Centro Integrado de Educação e Esporte (CIEE) Alcina Dantas Feijão. Localizado no limite com o bairro Mauá, o clube, popularmente conhecido como Águias de Nova Gerte, tem seu uso restrito a associados, obrigatoriamente munícipes de São Caetano do Sul, que podem usufruir de duas quadras poliesportivas, sendo uma estruturada como ginásio, duas piscinas (uma adulta e outra infantil), um pequeno bosque, lanchonete, churrasqueira e sauna. Anexado às dependências do clube está o primeiro estádio distrital de São Caetano do Sul, o Estádio Distrital José Tortorello. .
Também sob administração da cidade, o Parque José Agostinho Leal é opção para quem deseja fazer caminhada, levar crianças para brincar ou simplesmente relaxar em meio a árvores. Em fevereiro de 2020, o espaço foi revitalizado, com a implementação de aparelhos do programa batizado pela prefeitura de "Academia da Longevidade", espaço pet (único ponto do parque em que animais de estimação como gatos e cachorros podem ser deixados), mais brinquedos no playground, nova iluminação e nova pintura.
O espaço tem dupla ligação com o povo nordestino. A entrada do local conta com estátua que remete a Cícero Romão Batista, o Padre Cícero. O nome do parque, por sua vez, foi definido como homenagem ao político local José Agostinho Leal. Nordestino, ele foi vereador de São Caetano do Sul por seis legislaturas.